# (1469) Linzia
(1469) Linzia – planetoida z pasa głównego asteroid okrążająca Słońce w ciągu 5 lat i 190 dni w średniej odległości 3,12 au. Została odkryta 19 sierpnia 1938 roku w Landessternwarte Heidelberg-Königstuhl w Heidelbergu przez Karla Reinmutha. Nazwa planetoidy pochodzi od miasta Linz w Austrii. Przed nadaniem nazwy planetoida nosiła oznaczenie tymczasowe (1469) 1938 QD.